# 新井將
新井 將（あらい しょう、1992年3月12日 - ）は、日本の俳優。東京都出身。舞夢プロ所属。

## 人物
- 身長191cm。体重76kg。靴のサイズ31cm。
- 血液型B型。
- スリーサイズはB 97cm / W 77cm / H 98cm 但し舞台出演時は役柄によってスタイルを都度変えて臨んでいる
- 特技は殺陣、創作ダンス、京劇、歌唱
- 愛称は「しょうちゃん」
- 中学時代に芝居に興味を持ち、強豪演劇部のある高校に進学、大学でも演劇専攻のある大学に進学。
- ハイパープロジェクション演劇「ハイキュー!! “烏野、復活！”」にて俳優として本格デビュー。

## 出演

### 舞台
- ハイパープロジェクション演劇「ハイキュー!!」 - 青根高伸 役
  - “烏野、復活！”（2016年10月28日 - 12月4日、AiiA 2.5 Theater Tokyo 他、全36公演）
  - “はじまりの巨人”（2018年4月28日 - 6月17日）映像出演
  - “飛翔”（2019年11月1日 - 12月15日、TOKYO DOME CITY HALL 他、全33公演）
  - “最強の挑戦者（チャレンジャー）”（2020年3月21日 - 5月6日）映像出演
- 劇団たいしゅう小説家
  - 15周年記念第4弾「Aサービス」（2017年5月17日 - 21日、萬劇場）主演・堂島貞好 役
  - 15周年記念第6弾「迷探亭小南事件簿4〜仕掛け花火の女」（2017年8月23日 - 27日、萬劇場）隆 役
- 「BRAVE10」 - 三好清海入道 役
  - 「BRAVE10」（2017年6月28日 - 7月2日、全労済ホール スペースゼロ）
  - 「BRAVE10〜燭（ともしび）〜」（2018年7月26日 - 29日、なかのZERO大ホール）
  - 「BRAVE10〜昇焉（しょうえん）〜」（2020年9月19日 - 27日、ところざわサクラタウン）
- ブルーシャトルプロデュース
  - 「新選組」（2017年12月15日 - 2018年1月29日、あうるすぽっと / ナレッジシアター）原田左之助 役
  - 「新選組 完結編」（2019年2月2日 - 24日、あうるすぽっと / ナレッジシアター）原田左之助 役
  - 「織田信長」（2023年2月24日-3月12日、伝承ホール / ナレッジシアター）足利義昭 役
- 第5回東出有貴プロデュース「君の中に眠るVampire」（2018年8月29日 - 31日、座・高円寺2）ヒューガ 役
- 「The Stage 神々の悪戯（あそび）-光と炎の約束-」（2019年4月13日 - 21日、新宿村LIVE）トール・メギンギヨルズ 役
- 「博多豚骨ラーメンズ」（2019年7月13日 - 21日、新宿シアターサンモール）ホセ・マルティネス 役
- VR演劇「鈍色とイノセンス〜Mixalive殺人事件 45年目の真実〜」（2020年3月19日 - 4月12日、Mixalive TOKYO ［Hall Mixa］新型コロナウイルス感染拡大防止のため、全公演中止に）Wキャスト・橘ヒューイ 役
- 朗読劇「学園デスパネル2020」（2020年6月10・11日、座・高円寺2）リーダー 役
- 闇劇「獄都事変」（2020年7月11日 - 19日、新宿FACE）災藤役
- 「アイ★チュウ ザ・ステージ 」- 天上天下リーダー・竜胆椿 役
  - ～Après la pluie～（2020年10月16日 - 25日、シアター1010 / 東京建物 Brillia HALL）
  - 〜La Cage aux Épines〜（2021年4月15日 - 19日、シアター1010）[1]
  - 〜Persona / Bal masque〜（2025年8月20日 - 24日〈予定〉、ところざわサクラタウン）[2]
- 東京印『「げんせんじゃ～！」～宝や旅館～2021』[3]（2021年8月11日 - 15日、CBGKシブゲキ!!） 赤倉利明 役
- 劇団わ
  - 『「地獄の沙汰も金次第」って言うけど地獄じゃ金は使えねぇんだぜ？２ ～地獄の沙汰も電子マネー～』 （2021年5月19日 - 23日、中目黒キンケロシアター）ＵＴ（前）役[4]
  - 「バック・トゥ・ザ・君の笑顔～お江戸でござる～」主演・田中一郎 役（2021年9月1日 - 5日、中目黒キンケロシアター/新型コロナウイルス感染拡大防止のため、全公演中止に）
  - 「劣等生、乙川強の半生。」織田信長 役（2024年9月25日-29日、中目黒キンケロシアター）
- 「みんなでメイキングBL」（2021年10月22日 - 24日、アトリエファンファーレ東新宿）通りすがりのイケメン佐藤 役[5]
- 劇団カラスカ公演「ナースの推しごと」（2021年7月14日 - 18日、上野ストアハウス）医師・進藤衛 役[6]
- 「Ensemble」（2021年12月8日 - 12日、d-倉庫）和田健太 役[7]
- キミに贈る朗読会「サトラレ～the reading～ Vol.10」（2021年12月18日・19日、MsmileBOX 渋谷）[8]
- 劇場参加型エンターテイメント「THEATER×GAMEシーズン3」（2022年1月8日・10日、新宿THEATER BRATS）
- 「トワイライトの涙」（2022年1月19日 - 23日、サンモールスタジオ）- 日替わりゲスト ※23日のみ出演[9]
- 「穏やか貴族の休暇のすすめ。～新迷宮と貴婦人の結婚～」[10]（2022年4月、CBGKシブゲキ!!）ジル 役
- 劇場参加型エンターテイメント「THEATER×GAMEシーズン4」（2022年5月6日 - 8日、新宿THEATER BRATS）
- 『ワールドトリガー the Stage』大規模侵攻編（2022年8月5日 - 21日、品川プリンスホテル ステラボール / 京都劇場）ランバネイン 役[11][12]
- 「デストルドー9～絶望と希望の9日間～」（2022年9月22日-25日、IMAホール）原之園准 役
- 「ノラネコシティ」（2022年12月3日-11日、新宿FACE）軍警察捜査局の特別捜査官・ベン 役
- LUCKUP produce「アクターズハイ」（2023年5月10日-14日、劇場MOMO）主演・トニー 役
- 舞台「弱虫ペダル」- 京都伏見・御堂筋翔 役
  - 舞台「弱虫ペダル」THE DAY 1 （2023年8月4日-13日、天王洲銀河劇場）
  - 舞台「弱虫ペダル」THE DAY 2（2024年3月1日-10日、天王洲 銀河劇場）[13]
  - 舞台「弱虫ペダル」Over the sweat and tears（2024年8月31日 - 9月8日、シアターH）[14]
- 舞台『東京リベンジャーズ』- 聖夜決戦編 -（2023年12月22日 -2024年1月8日、東大阪市文化創造館 Dream House 大ホール / 品川プリンスホテル ステラボール）- 柴大寿 役[15]
- 舞台 京極の轍-京羅戦争編-powered byヒューマンバグ大学（2024年5月17日 - 26日、新宿FACE） - 東雲竜政 役[16]
- mucho produce「蜻蛉の住む家」（2024年6月12日 - 16日、テアトルBONBON）[17] - 影法師 役
- T-gene Stage「図ったん×ひょったん the STAGE」（2024年6月26日-30日、すみだパークシアター倉）
- Feel create「OOOOPEN!!!」青島 役（2024年10月16日-20日、中野ザ・ポケット）
- MUSICAL「追憶のアンブレラ～VOICE 2024～」Team Melody ネイム 役（2024年11月7日・9日、シアターグリーン BIG TREE THEATER）
- ノンセクシュアル（2025年2月7日 - 12日、横浜赤レンガ倉庫1号館 3Fホール）Wキャスト・主演・村山蒼佑 役[18]
- 舞台「スタンドマイヒーローズ」（2025年9月3日-14日〈予定〉、シアターサンモール）桐嶋宏弥 役[19]

### イベント
- 「XmasリモートLIVE with SAKI MISAKA」アリオ橋本 MC（2021年12月24日）
- 「T-gene Fes vol.3～sound session～」（2022年6月11日、MUSEモード音楽院本館）
- T-gene学園「おしえて、図師先生～日直：田中彪～」（2022年6月12日、新宿区立角筈区民ホール）
- ブルーシャトルプロデュース10周年記念イベント「BSP 10th ANNIVERSARY」（2022年8月12日、LUMINE 0）
- 「K's Party 1st～Merry Christmas！～」（2022年12月17日、歌舞伎町Sparkle）
- 『Live!!!! アイ★チュウ ザ・ステージ～Éclat des fleurs～』（2023年2月18日 - 19日、新宿文化センター 大ホール）
- 「K's Party 2nd～あわてんぼうのHappy White Day!!～」（2023年3月5日、歌舞伎町Sparkle）
- wakku-luck 第3回「ヒーローをつくる。」（2023年5月27日、中野坂上ハーモニーホール）
- 「T-gene Fes vol.6～sound session～」（2023年6月24日、MUSEモード音楽院本館）
- 『Live!!!!! アイ★チュウ～ Réalisateur de rêve～』（2024年8月3日、パルテノン多摩）

### ネット番組
- ニコ生スマボch「遊馬晃祐ch」ゲスト出演
- LINE LIVEオリジナル番組「Mission in B.A.C」

### ラジオ
- Shibuya Cross-FM「木村敦のイケメンSCRAMBLE」（2016年、2018年、2019年）ゲスト出演
- レインボータウンFM「ミュージックデリバリー」（2019年12月）ゲスト出演
- レインボータウンFM「Samedi Lips【男塾2】」ゲスト出演（2022年1月）
- レインボータウンFM「Samedi Lips【男塾2】」代打パーソナリティ出演（2023年4月）

### 吹き替え
- スノーホワイト 白雪姫とドワーフの魔法（ドイツ語版）（2022年、キリアン王子〈ルートヴィヒ・シモン（ドイツ語版）〉）
- ダンジョン・オブ・ドラゴン（中国語版）（2022年、リー・ユーフェイ少将役〈ディアン・ウェイ（中国語版）〉）